# 笠井トレーディング
株式会社笠井トレーディング（かさいトレーディング）は、日本の天体望遠鏡を販売する企業である。

## 事業概要
ヒット作Ninjaシリーズの販売元。マクストフカセグレン式望遠鏡で業界に参入して、種々ブームとなる商品を世界中から発掘して市場導入している。それまでマイナーな存在だったマクストフカセグレン式望遠鏡やシーフシュピーグラー式望遠鏡を日本に広めた功績がある。